# Saint-Pierre-Colamine
 Saint-Pierre-Colamine  es una población y comuna francesa, situada en la región de Auvernia, departamento de Puy-de-Dôme, en el distrito de Issoire y cantón de Besse-et-Saint-Anastaise.

## Demografía
| 242 | 234 | 210 | 230 | 233 | 224 |
| Para los censos de 1962 a 1999 la población legal corresponde a la población sin duplicidades (Fuente: INSEE [Consultar]) |     |     |     |     |     |